# 霍查主义
霍查主义，又称恩维尔主义（Enverizmi），是以原阿尔巴尼亚劳动党第一书记恩维尔·霍查的名字命名的政治理论体系。

## 历史
1970年代，阿尔巴尼亚劳动党和中国共产党产生一系列严重的意识形态分歧。霍查强烈反对毛泽东的“三个世界”理论，认为该理论是“阶级斗争熄灭论”。霍查还认为毛泽东同美国改善关系的做法是投靠美国，反对苏联，联合一个帝国主义国家反对另一个帝国主义国家，是机会主义的行为。霍查还不点名批评毛泽东在安哥拉内战中，向美国、南非支持的争取安哥拉彻底独立全国联盟提供军事援助以及“勾结”铁托、蒙博托、皮诺切特、佛朗哥等人的做法，认为“自称‘世界人民的红太阳’的人，却极其无耻地背叛世界人民，这充分暴露出其企图做所谓‘第三世界’霸主的赤裸裸的修正主义反动本质”。
毛泽东去世后，中阿两党矛盾逐渐公开化，国际反修正主义运动分裂。1978年，霍查公开发表理论著作《帝国主义与革命》，猛烈批判各种“修正主义”，尤其是毛主义，标志着霍查主义的形成。霍查认为“毛泽东的思想绝不是马克思主义”，还认为当时的苏联、中国、南斯拉夫是三个“社会帝国主义”国家。霍查还标榜1978年后的阿尔巴尼亚是“世界上唯一的社会主义国家”。
霍查主义者声称他们坚决保卫斯大林的事业，真正继承斯大林主义，猛烈抨击其他共产主义思潮（托洛茨基主义、铁托主义、赫鲁晓夫主义、毛主义、欧洲共产主义、卡斯特罗主义、格瓦拉主义）为“修正主义”。
阿尔巴尼亚劳动党曾经成功吸引很多国家的毛派政党转向霍查派，尤其是在拉丁美洲（如巴西共产党、哥伦比亚共产党（马列）、厄瓜多尔马列主义共产党）。
在1991年阿尔巴尼亚劳动党政权瓦解后，原来亲阿尔巴尼亚的多国霍查派政党于1994年建立马列主义政党和组织国际会议 (团结和斗争)，继续宣传和实践霍查主义。
1991年5月底，埃塞俄比亚霍查派掌握的埃塞俄比亚人民革命民主阵线（提格雷人民解放阵线领导的政治军事联盟）推翻门格斯图独裁政权，结束内战，上台执政。由于当时国际形势已发生重大变化，埃塞俄比亚霍查派执政后不仅解散原有的霍查派半公开组织提格雷马列主义联盟（提格雷人民解放阵线的幕后领导组织），还提出发展“资本主义自由市场经济”，以“革命民主”理论取代霍查主义作为指导思想，但“革命民主”理论仍保留霍查主义的大量关键内核。2007年，埃塞俄比亚人民革命民主阵线开始奉行“民主发展国家”理论（“革命民主”理论的扩展版本，更强调发展经济）。埃塞俄比亚人民革命民主阵线的执政地位一直维持到2019年12月其自我解散。

## 主要观点

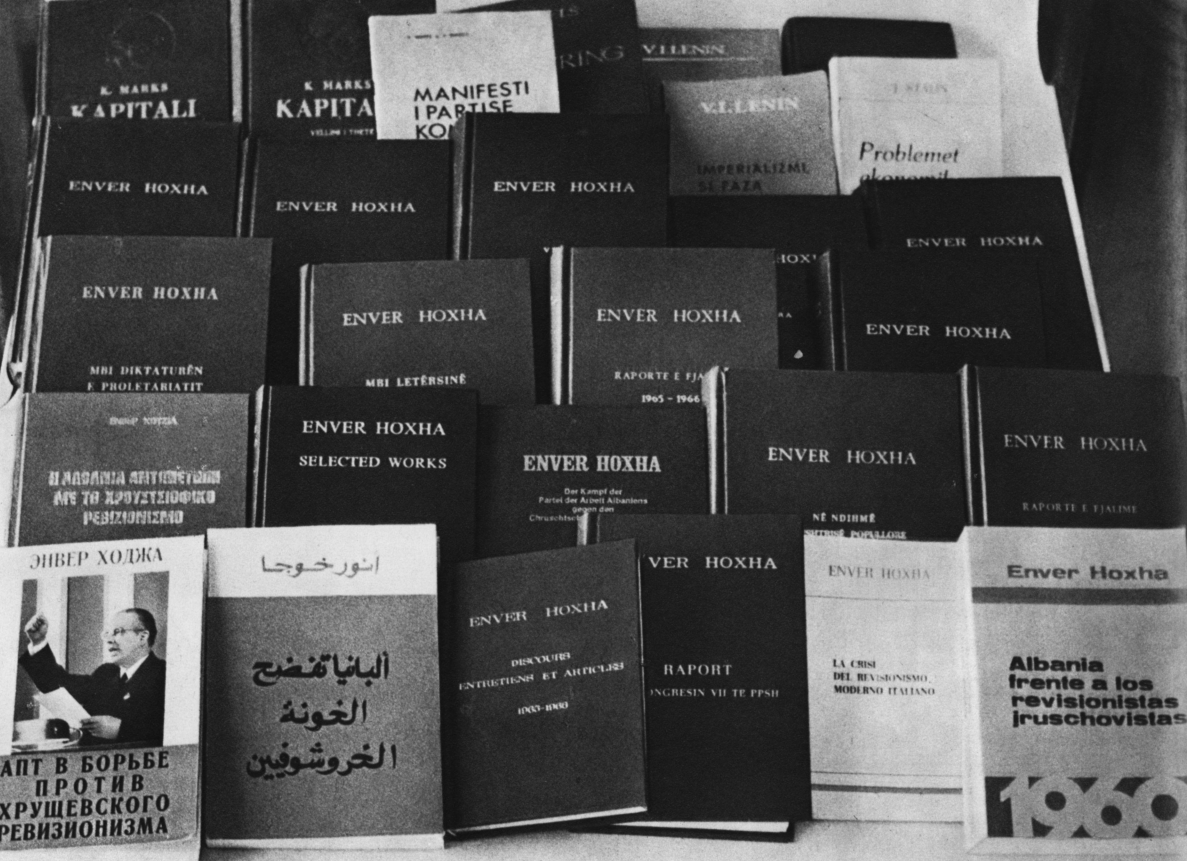
被翻译成多种文字的霍查著作

霍查主义的政治哲学核心是文化专政理论。该理论认为，只有资产阶级彻底撕掉其伪面具时，世界革命才可能不间断一蹴而就。面对大多数情况，用“阵地战”形容更确切一些。资产阶级能战胜封建贵族的一个重要原因是封建贵族没有实现统一的全球化，力量分散不够强大，方能各个击破。
面对晚期资本主义文化意识形态的垂死严控，民族国家的逻辑本能反弹，而这终究无法打败资本主义全球化。只有不同的文化而不是不同的民族国家才能产生强大的可用于巩固已经夺取的阵地和堡垒的力量，由此必然产生无产阶级文化与资产阶级文化的根本对立。面对资产阶级文化意识形态，只有进行无产阶级不断文化民主专政，才是对抗全球化的晚期资本主义的唯一出路。
在霍查看来，列宁和毛泽东的一个重要分歧是对大民主的态度，即祛魅优先还是民主优先。从人类的发展史考察个人的发展史，就可以得到人的三个可能阶段：无魅——偏执——祛魅，正如原始社会——阶级社会——共产主义社会。很少有人达到较高程度的祛魅，这很大程度归功于资产阶级的意识形态文化专政。当人群整体偏执时，就会出现群众专政。法西斯主义的产生，群众专政就是一个重要原因。只有生活的冲击能决定性地改变偏执。故祛魅入偏执易，偏执成祛魅难。可以说，偏执是晚期资本主义的常态。欲实现祛魅，只能依靠祛魅的人或偏执于祛魅的人。列宁靠偏执于祛魅的人解散立宪会议，建立第一个以祛魅为使命的国家。科学社会主义就必然是极少数祛魅的人和一部分偏执于祛魅的人，带领群众在努力偏执于祛魅的过程中逐渐真正祛魅，方能有实现民主的可能。当今世界无非有三种理性，工具理性、价值理性和反理性。如果要对理性作一个定义，那么工具理性即是不需要物质性前提的演绎。价值理性服从于工具理性与直觉，反理性则彻底抛弃工具理性或鼓吹工具理性的多元化。某种意义上工具理性就是数学，价值理性就是科学。纳粹是典型的极端的工具理性，精致的大屠杀用虚假的理由杀害真实的他者。红色高棉是典型的极端的反理性，不精致的大清洗用真实的理由杀害虚假的他者。自20世纪以来，工具理性和反理性统治一切。韦伯作为卢卡奇眼中齐美尔和尼采的中间环节，打着用价值理性反对工具理性的名义代之以反理性。其实，工具理性和反理性在形式上截然相反，但都是对世界观与方法论的割裂。
从某种意义上来说，祛魅是一种反意识形态的意识形态，其最终目标是消灭作为意识形态的意识形态。祛魅是单向度社会政治解放乃至人的解放的基础。祛魅是世界观和方法论的统一，所以在某种意义上高于其他意识形态。祛魅的目标，就是实践一种人的解放的价值理性。但一个很大的悖谬在于，为实现祛魅，在其实现过程中反而要有一定程度的意识形态化，即祛魅的意识形态化，但这很可能是无法避免的。所以祛魅的意识形态化过程中必须增强自我批判与自我反思，不让自己的思想成为别人纯粹的跑马场。以此为基础的祛魅的高度意识形态化，应该是灌输性作用于自发性使之成为自觉性的过程。一方面是列宁所说的祛魅的物质力量和精神力量的外部结合，一方面是卢卡奇所说的祛魅的物质力量和精神力量的内部统一。这样的祛魅过程，是过程与结果的统一，是实践价值理性的可行之路。葛兰西已经指出，人与实在，劳动工具与目的不能分割，它们要在历史行动中达到统一。某些救世主义则以意志凌驾于认识之上，形式化地要求理论同实践的统一。
真理不是民粹的，真理是和无产阶级的阶级意识统一的。真理是近距作用而非超距作用，真理的传播是一个过程，真理甚至往往掌握在少数人手中。人民是一切拥护无产阶级的人的总和，群众则是一切非统治阶级的人的总和。至于人民群众，一般指人民。在资本主义社会，群众比人民多出的就是反对无产阶级的小资产阶级、民族资产阶级和流氓无产阶级。历史上，在农民占多数的国家推行“群众路线”，结果“牛鬼蛇神”就跳出来反对无产阶级专政。“群众路线”掩盖工人阶级的进步性和领导性，而“群众”里又包含大量的小资产阶级和流氓无产阶级，这就使阶级斗争变成“群众”和少数“高地位的人”之间的斗争。群众斗无产阶级的例子在历史上有很多。
工人阶级是人民的主体。但在一些国家，工人阶级是少数。列宁认为，除雇农以外，其他农民都属于小资产阶级。为开始社会主义革命，共产党必须及时完成以下任务，迅速实现国家的工业化，迅速消灭农民阶级，使其转化为农业工人阶级。农业比重工业更重要，农业的发展直接关系到阶级基础。农民的主要成分——贫下中农是小资产阶级，它有一定的阶级局限性。《共产党宣言》中说：“中间等级，即小工场主、小商人、手工业者、农民，他们同资产阶级作斗争，都是为维护他们这种中间等级的生存，以免于灭亡。所以，他们不是革命的，而是保守的。不仅如此，他们甚至是反动的，因为他们力图使历史的车轮倒转。如果说他们是革命的，那是鉴于他们行将转入无产阶级的队伍，这样他们就不是维护他们目前的利益，而是维护他们将来的利益，他们就离开他们自己原来的立场而转到无产阶级的立场上来。”无产阶级政党的党员成分本应该是以产业工人为主体，这是由它的阶级性质决定的，可事实上，党员中小资产阶级的成分却占有过大的比例。《共产党宣言》中指出：“在农民阶级远远超过人口一半的国家，比如在法国，那些站在无产阶级方面反对资产阶级的作家，自然是用小资产阶级和小农的尺度去批判资产阶级制度的，是从小资产阶级的立场出发替工人说话的。这样就形成了小资产阶级社会主义。”应把农业工业化，农民无产化，组建国有农业、渔业等的企业，使农民受雇佣于它们，消灭农民阶级，将其转化为农业工人阶级。所有制问题是运动的基本问题，不管这个问题的发展程度怎样。一些国家的革命组织已经把旗帜的特征从鐮刀和錘頭改为两把锤头。“中国的农民甚至比英国与美国的工人都好”，中国的农民更纯洁，革命热情更高，真的是这样么？农民的普遍特征是，工人生产本身就是个集体，而农业生产偏重个体，农民阶级的集体性和工人阶级完全不是一个等级的。在农业上，集体化优先于机械化是错误的。集体化造成农民阶级地位的提高，加深农民的小资产阶级意识。机械化的非集体化要比集体化的非机械化好得多，机械化包括集体化。社会主要矛盾还没有发展到无产阶级和资产阶级的矛盾，而是封建社会的遗留阶级——农民阶级与资产阶级的矛盾，从某种意义上来说，资产阶级要比农民阶级进步，就像奴隶主阶级要比原始社会的人们进步。一些发展中国家发生资本主义复辟时，还没有完成对小农意识的根本改造，党的基础仍是农民阶级。所以资本主义复辟时，农民是急先锋，而工人阶级进行顽强的抵抗。所以说，把农民改造成无产者，让第二产业战胜第一产业是社会主义经济建设的第一要务。经济基础决定上层建筑，重工业、轻工业要发展，但关键是农业。只有农民成为农业工人，才有发展工业的前提，社会主义革命的基础是农业国已变为工业国，党内才能真正实现工人阶级为主，工人阶级领导。在一个农民阶级为主的国家，想加快大规模工业化的步伐，是根本不可能的。这也是1968年社会主义革命高潮失败的一个重要原因。革命在进行，基础却没有跟上，仍在用农民阶级的进步性去对抗资产阶级的进步性，是不可能胜利的，因为根本没有可比性。沙俄的资本主义发展之所以发展缓慢，其中一个重要原因就是农奴制。进行资产阶级革命的民粹主义者，不得不受领导于半奴隶社会的残余。而列宁的工人士兵苏维埃，已经基本消除旧阶级的影响，基本完全依靠工人阶级进行十月革命。列宁在《两种策略》中写道：无产阶级应当把民主革命进行到底，这就要把农民群众联合到自己方面来，以便用强力粉碎专制制度的反抗，并麻痹资产阶级的不稳定性。无产阶级应当实现社会主义革命，这就要把居民中的半无产者联合到自己方面来，以便用强力摧毁资产阶级的反抗，并麻痹农民和小资产阶级的不稳定性。真正建立起无产阶级领导的经济与社会基础，是非常重要的。没有一定的经济基础，是无法把农民消灭为无产者的。农民在生产队之类的劳动组织里是按人分活，而不是按活要人。生产队之类不能说，你去别的地方劳动吧。农民依然把土地看成是自己的，把生产队当成一个非常非常好的地主。在毛泽东时代的中国，城市工人的子女不去工厂反倒要“上山下乡”，而严重的问题正是教育农民。
实际上农民阶级正是无产阶级和资产阶级二元对立的褶皱，利用并区别也许是一个好的态度。毛主义的精髓千头万绪，汇成一句话，造反有理。不在立而在破，这一点尤其在1968年世界革命中体现出来。学生们只是想要一个新的统治者。革命的问题被归结为主观因素如斗私批修。在《实践论》《矛盾论》《1964年同康生关于哲学问题的讲话中》，毛泽东明确肯定矛盾是关系的本质规律，否定质量互变与否定之否定的重大意义。否定之否定也是一种不仅广泛而且普遍的思维，不同于毛泽东在《工作方法六十条》提出的老庄辩证法式的否定之肯定，否定之否定体现出历史的维度。这些最终汇成毛泽东对矛盾的不准确理解。列宁和斯大林都非常不信任农民阶级，他们认为苏联政权的主要任务之一就是打掉农民的惰性，改变他们对土地的依赖，使其“无产阶级化”，从而彻底融入现代化的洪流。这和毛泽东形成鲜明对比。毛泽东在对斯大林的《苏联社会主义的经济问题》（1958年）一文的读书笔记中认为，斯大林的观点几乎是完全错误的。最根本的错误是不相信农民。这一转变的理论和政治后果是巨大的。毛泽东的问题在于，他坚持认为斗争、分离是高于所有分析或综合的。用宇宙本体论的术语说就是“对立面的永恒斗争”——因此他陷入简单的、完全非辩证的、“恶的无限”的观念的斗争中。霍查准确指出毛泽东对列宁的修正并大声问道：列宁主义还是毛主义？

### 霍查对三个世界理论的批判
如果把一个国家看作个人，那么“世界的群众路线”就是“三个世界”法西斯主义谬论。“三个世界”掩盖国家的阶级性，把“世界的城市”和“世界的农村”绝对化，过分强调“工人贵族”这一概念。事实上，发达国家的工人阶级由于受教育水平较高，数量更多并更纯粹而往往比落后国家的工人阶级更具有革命性。一个典型例子是二战前后发达国家工人阶级同法西斯主义的斗争。塔利班阿富汗也是“第三世界国家”，却比美帝国主义反动得多，相当于“群众”中反对“工人阶级”的“流氓无产阶级”。国际共产主义运动中产生一种“第三世界马克思主义”的错误思潮，高估民族解放斗争的地位。事实上，民族解放斗争根本无法与阶级斗争相提并论，平起平坐。在毛泽东相继与铁托、蒙博托、皮诺切特、佛朗哥等人“勾结”后，1975年，毛泽东支持美帝国主义和南非种族主义雇佣军在安哥拉同古巴军队和安哥拉人民作战成为国际马克思列宁主义者与毛修正主义坚决斗争的直接导火索。
一个社会主义国家怎么能像中国领导人所说的那样，与存在着敌对阶级、压迫和剥削的“第三世界”一脉相承，与“国王和王子”一脉相承？中国修正主义者称他们的国家为社会主义国家，声称他们把自己纳入“第三世界”是为帮助这个“世界”的人民。这是一种欺诈，他们想以此来掩盖自己的扩张目的。一个真正的社会主义国家，要帮助和支持人民的斗争，并不需要把世界一分为三，并不需要把自己纳入“第三世界”。马克思列宁主义以阶级标准指导自己的立场，帮助人民，帮助无产阶级，帮助真正的民主、主权和自由，而不是帮助国王、亲王和反动集团统治的国家。帮助那些希望摆脱超级大国枷锁的人民和民主国家，除非他们也同与超级大国有关的国际垄断势力作斗争，否则是不可能按照君主专制的统治阶级的标准来走上正确的道路的。中国领导人声称通过把自己放在这个虚构的“第三世界”中解决这个复杂的阶级问题，但这是一种反马克思主义的解决方案。与中国领导人的主张相反，第三世界的大多数国家和政府都没有反对“第一世界”，或美帝国主义和苏联社会帝国主义，或第二世界。世界各国人民之间的趋势是为解放、革命和社会主义而斗争，第三世界的国王、埃米尔与蒙博托和皮诺切特式的反动集团的政府，则不包含在这一行列中。
在霍查看来，世界的划分应该依赖阶级而并非国家，第一世界和第二世界的工人阶级是先进的，而第三世界的封建统治阶级、法西斯统治阶级则是相当反动的（甚至比第一世界和第二世界的统治阶级要更为反动）。由于毛泽东把中国纳入第三世界的范畴之中，这就使得其外交上亲近蒙博托、皮诺切特、佛朗哥等发展中国家的极右翼独裁者，阻碍这些国家的无产阶级的解放与斗争，这也同样导致国际上部分毛派组织为反美而支持亚非拉地区比美国更反动的封建保守势力。由于“三个世界”理论否定真理的普适性，从而沦为了“阶级斗争熄灭论”。中国的“第三世界”与南斯拉夫的“不结盟运动的世界”差不多是一种东西。这两种“世界”的共同目的是为熄灭资产阶级和无产阶级之间的阶级斗争提供理论基础，以及保存和永久化资产阶级的压迫和剥削系统。

## 霍查主义组织

### 国际政党组织
- 马列主义政党和组织国际会议 (团结和斗争)
- 共产国际（斯大林霍查主义）

### 现存的政党
- 阿尔巴尼亚：阿尔巴尼亚共产党、阿尔巴尼亚重组劳动党
- ：孟加拉国共产党（马列）
- ：贝宁共产党、贝宁马列主义共产党
- 巴西：革命共产党
- 布吉納法索：沃尔特革命共产党
- 智利：革命共产党
- 哥伦比亚：哥伦比亚共产党（马列）
- ：科特迪瓦革命共产党
- 丹麦：工人共产党（英语：Workers' Communist Party (Denmark)）
- ：劳动共产党
- ：厄瓜多尔马列主义共产党
- 法國：法国工人共产党
- 德国：争取德国共产主义工人党建设组织（工作未来）
- 希腊：争取1918年—1955年的希腊共产党重组运动（英语：Movement for the Reorganization of the Communist Party of Greece 1918–1955）
- 印度：印度共产主义起义党、革命民主组织
- 伊朗：伊朗劳动党（风暴）（英语：Labour Party of Iran (Toufan)）
- 義大利：共产主义纲领
- ：马里劳动党
- 墨西哥：墨西哥共产党（马列）（英语：Communist Party of Mexico (Marxist–Leninist)）
- 摩洛哥：民主道路
- 挪威：马列—革命团体
- 尼加拉瓜：马列主义人民行动运动
- 巴基斯坦：巴基斯坦工人阵线
- 秘魯：秘鲁共产党（马列）
- 塞爾維亞：塞尔维亚劳动革命联盟
- 西班牙：西班牙共产党（马列）（英语：Communist Party of Spain (Marxist–Leninist)）、马列主义党（共产主义重建）
- 多哥：多哥共产党
- 突尼西亞：工人党
- 土耳其：土耳其革命共产党、劳动党、马列主义共产党、被压迫者社会党
- 英国：不列颠革命共产党（马列）
- 美国：美国劳工党、美国马列主义组织
- 乌拉圭：乌拉圭马列主义共产党[20]
- 委內瑞拉：红旗、委内瑞拉马列主义共产党（西班牙语：Partido Comunista Marxista Leninista de Venezuela）

### 现存的武装组织
- 哥伦比亚：人民解放军
- ：人民战士团体
- 土耳其：穷人和被压迫者武装力量

### 已消亡的政党和已放弃霍查主义的政党
- 阿尔巴尼亚：阿尔巴尼亚劳动党
- ：达荷美共产主义者联盟
- 玻利维亚：玻利维亚共产党（马列）、革命共产党（西班牙语：Partido Comunista Revolucionario (Bolivia)）
- 巴西：巴西共产党
- 加拿大：加拿大共产党（马列）
- 智利：智利共产党（无产阶级行动）
- 丹麦：丹麦共产党/马列
- 衣索比亞：提格雷马列主义联盟
- 法罗群岛：争取群岛前进（马列）
- 西德：德国共产党/马列
- 德国：德国共产党—红色黎明
- 希腊：希腊共产党（马列）、希腊马列主义共产主义者组织、争取统一希腊共产党运动
- 冰島：冰岛共产党（马列）、共产主义团结（马列）
- 印度：印度共产主义革命者团结中心（马列） (哈巴詹·索希)
- 愛爾蘭：爱尔兰共产党（马列）
- 義大利：意大利共产党（马列）、争取意大利无产阶级共产党组织、列宁圈子
- 日本：日本共产党（左派）
- 荷蘭：荷兰工人党（建设组织）
- 新西兰：新西兰共产党、马列主义集体
- 挪威：共产主义工人联盟、马列主义联盟
- 秘魯：革命先锋（共产主义无产阶级）
- 葡萄牙：共产党（重建）
- 塞内加尔：争取人民民主联盟
- 西班牙：西班牙共产党（马列） (1964年)
- 苏里南：苏里南共产党
- 瑞典：北雪平共产主义协会、瑞典共产主义联盟—马列、瑞典国内共产党、共产党马列（革命者）
- 千里達及托巴哥：特立尼达和多巴哥共产党
- 土耳其：土耳其共产党/马列—运动、土耳其共产党/马列（新建设组织）
- 英国：大不列颠共产主义联盟、不列颠共产党（马列）
- 美国：劳工革命组织、美国马列主义党、马列主义学习小组
- 南斯拉夫：科索沃人民运动